# David Daniels
David Daniels (Spartanburg, Carolina del Sur, 12 de marzo de 1966) es un contratenor estadounidense.
Hijo de dos cantantes de ópera, comenzó cantando de niño con voz de soprano cuando era niño. Posteriormente, su voz cambió a la de tenor. Se formó en el Conservatorio de Música de Cincinnati. Al no encontrarse cómodo en su tesitura como tenor, se orientó hacia la tesitura de contratenor durante sus estudios de Bachiller en Música en la Universidad de Míchigan con el tenor George Shirley. 
Daniels, hizo su debut profesional en 1992. En 1994 cantó el papel de Nerone en el Glimmerglass Opera. En 1997 ganó el Premio Richard Tucker. En 1999 hizo su debut en el Metropolitan Opera House como Sesto en Giulio Cesare de Haendel. 
Su repertorio incluye títulos como Giulio Cesare, Arsace en Parténope, el rol principal de Tamerlano y Arsamene en Xerxes. En la Ópera Estatal de Baviera ha cantado los personajes titulares de Rinaldo (2001) y Orlando (2006) así como David en el oratorio Saúl. Anteriormente interpretó un exitoso Nerone en L'incoronazione di Poppea de Monteverdi. 
Además, el repertorio de Daniels trasciende del barroco con títulos cuyos protagonistas están asociados a la voz del contratenor, como Oberon en El sueño de una noche de verano de Benjamin Britten, Orfeo en Orfeo ed Euridice de Gluck y el rol mozartiano de Farnace en la ópera Mitridate, re di Ponto.
Ha trabajado en el campo del lied y el recital, frecuentando un repertorio no usual para los contratenores, especialmente las Noches de estío de Berlioz y Poulenc.
Daniels es abiertamente homosexual. Su pareja es el pianista y profesor de música John Touchton.

## Acusaciones sobre abusos sexuales
A finales de 2018, Daniels fue suspendido de la Escuela de Música, Teatro y Danza tras recibir acusaciones de abusos sexuales por parte de un alumno en agosto de 2018. Un segundo alumno acusó a Daniels de abusos sexuales, que detalló que había sido drogado y violado por Daniels y su marido, Scott Walters, en 2010.
A fecha de enero de 2019 tanto Daniels como su marido fueron arrestrados por las autoridades de Míchigan y se enfrentan a una posible extradición al estado de Texas para afrontar el juicio de la primera denuncia.